# NGC 2580
NGC 2580 je otvoreni skup u zviježđu Krmi.

## Vanjske poveznice
- SEDS: NGC 2580